# گوزنچه قهوه‌ای یوکاتان
گوزنچه قهوه‌ای یوکاتان (نام علمی: Mazama pandora) نام یک گونه از سرده گوزنچه است.